# Excite Truck
Excite Truck (エキサイト トラック, Ekisaitotorakku) je videoigra koju je objavila japanska kompanija Nintendo i razvijala ju je zajedno s američkom kompanijom Monster Games za videoigračku konzolu Wii. Ima pokretno okruženje i gibajuću kontrolu. Videoigra bila je jedna od Wii lansirajući naslova u Sjevernoj Americi. To je treća glavna igra koja prati seriju videogara koja sadržava ime Excite (prateći naslove Excitebike i Excitebike 64) i to je prva videoigra koja sadržava vozila umjesto motora. Excitebike je puštena na servisu Nintendinoj virtualnoj konzoli (Nintendin servis gdje se skidaju videoigre) u Europi 16. veljače, to je bio njen službeni debi na europskom kontinentu.
Excite Truck je prva Wii-jina igra koja je pustila igrače da sami izaberu glazbu iz MP3-jevog SD kartice (da svira umjesto originalne glazbe iz videoigre). Ta se značajka također koristi i za videoigru Endless Ocean.

## Vanjske poveznice
Excite Truck Reviews  Arhivirana inačica izvorne stranice od 4. ožujka 2010. (Wayback Machine) na Metacritic.com